# Vincenc Hlavinka
Vincenc Hlavinka (5. dubna 1862 Vincencov – 25. února 1934 Brno) byl český inženýr, odborník v oboru vodárenství, meliorací, kanalizací a čištění odpadních vod.

## Život
Po maturitě na reálce v Prostějově v roce 1882 absolvoval v roce 1886 Vysokou školu zemědělskou a technickou ve Vídni, obor kulturní inženýrství (meliorace). Do roku 1888 byl státním úředníkem v Praze, poté odešel do Chorvatska a pracoval pro vládu v Záhřebu. V roce 1899 se stal profesorem geodézie a inženýrských věd na lesnické akademii v Záhřebu. Po návratu na Moravu se stal v roce 1911 mimořádným, od roku 1917 řádným profesorem meliorací, vodárenství a kanalizace na brněnské technice. Mezi lety 1919 a 1920 byl jejím rektorem, v letech 1912–1913 byl děkanem jejího odboru kulturního inženýrství a v letech 1916–1917 a 1929–1930 děkanem odboru stavebního inženýrství.

## Dílo
V Záhřebu projektoval odvodnění velkých močálovitých nížin, navrhoval vodojemy pro město a pracoval na využití vodní síly řeky Sávy. Podílel se na projektování městského vodovodu v Ostravě, průmyslového vodovodu pro firmu Baťa Zlín, kanalizace v Třebíči a čistíren odpadních vod z cukrovarů, celulózek či z Baťovy továrny.
Byl zakladatelem spolku Mensa akademická, Moravsko-slezského svazu pro ochranu přírody, Československo-jihoslovanské ligy v Brně, redaktorem Technického obzoru SIA, člen Masarykovy akademie práce a Československé akademie zemědělské.
Je autorem knih "Vodárenství, stokování měst a čištění odpadních vod" a "O hydrologii, melioracích a úpravě toků a hrazení bystřin".

## Ocenění
Za práci pro vládu v Záhřebu mu byl udělen Řád svatého Sávy.